# 驻马店碾人事件
驻马店碾人事件（网络亦称驻马店碾死人事件）是指于2011年1月3日在中国河南驻马店正阳县发生的一起居民制止政府當局强制施工而遭工程机械碾死的事件，值得注意的是，这起事件之前浙江温州亦发生了钱云会事件，很多人将这两起事件联系起来（受害者都是遭车辆碾压致死）。

## 事件过程

### 背景
2000年左右，多位村民在慎水河河道附近买房住下，房子离河道近15米远。2010年，居民们得知政府将拓宽慎水河河道，向左右各拓宽5米。但是实际施工与政府告知严重不符，最终导致居民房屋离河道只有5米远。居民派人与施工队协商，但是无人理睬，施工队继续施工。

### 居民遭碾
2011年1月3日，河南驻马店正阳县的公安及水利部门在慎水河河道上进行强制施工。而在施工进行时，李莉前来制止，河南电视台称这位女性“被施工机撞倒后，被轧倒在车下”。这位女性被轧倒之后，现场围观群众立即上前对其施救，但工程机械此时并没有熄火。而在一旁的公安及水利局人员对此无动于衷，河南电视台称有的人甚至“嬉皮笑脸”。居民还称一位张姓局长说“撞死人我负责”之类的话，但是这遭到了官方的否认。
|                | 轧住了，公安局连动都不动的，站那跟看风景样了。 |
| ——一名在场村民 |                                                |

而就在人被轧住的时候，工程队依然要强行施工，一些村民想要上前阻拦，却被十几名身着迷彩服的人给拉了出来。
事发20分钟后，急救车才赶到，医生将李莉抬出，但是最终抢救无效，死亡。

### 政府回应
1月4日，正阳县慎水河治理工程指挥部办公室发函称“这是一起施工意外死亡事故”，“事发时该妇女在阻挠施工，从河坡上意外滑倒在正在旋转的挖掘机上，经抢救无效死亡”。

### 居民驳斥
《新京报》记者在施工现场采访时，多数居民认为死者是施工人员故意碾轧致死。一位王姓居民说：“当时河边站了很多人，不可能看不到挖掘机边上站着人，更不可能是滑倒到车轮下面，主要是有人指挥要不顾一切强行施工。”
《新京报》称在被碾半个小时后，随着120急救车赶到，李莉被抬了出来，在被送往医院后经抢救无效死亡。今年38岁的李莉是下岗职工，生前靠卖早点维持生活，她有两个未成年的孩子。